# Dommuseum Ottonianum Magdeburg

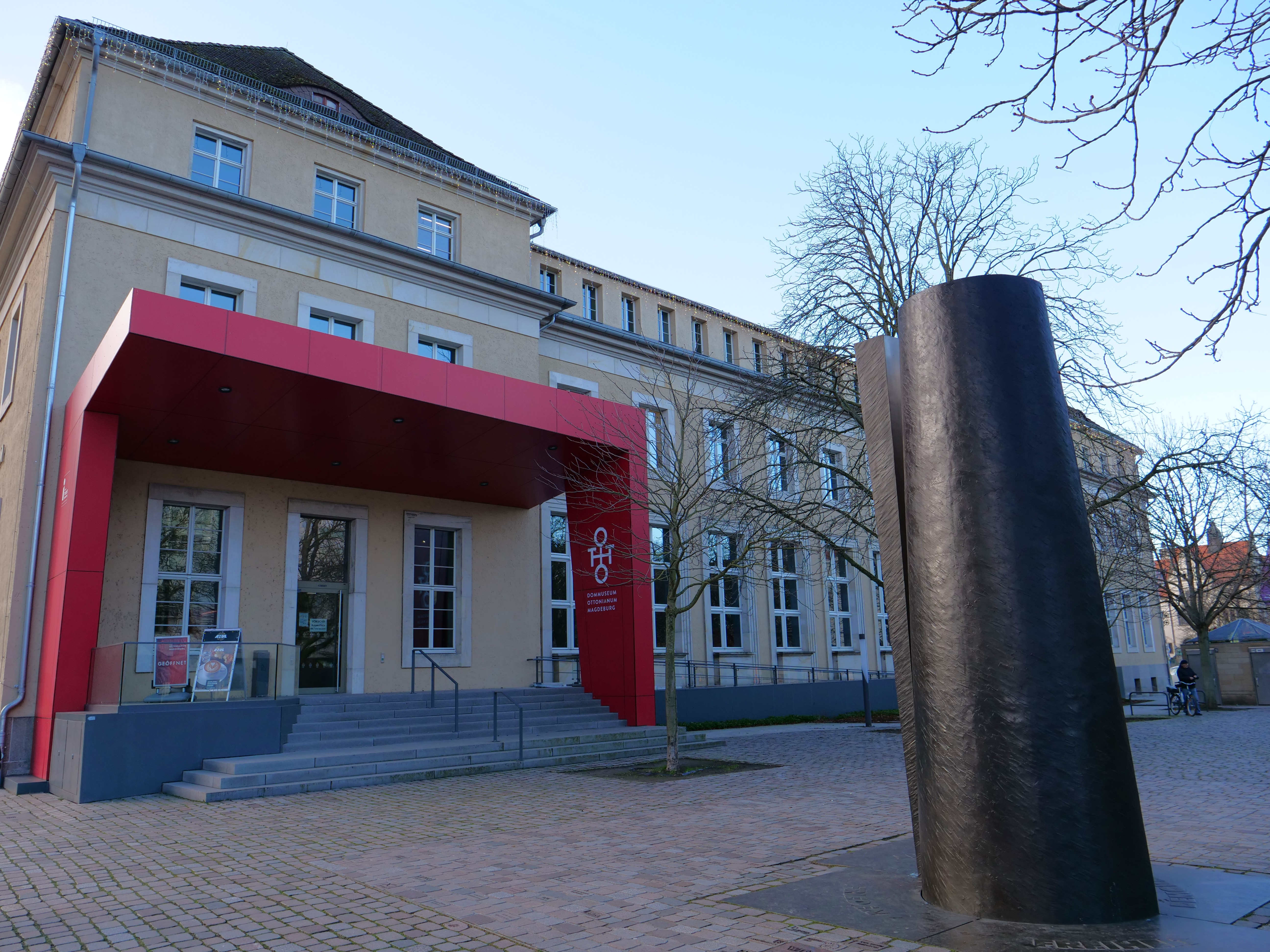
Eingangsfassade beim Bürgerdenkmal

Das Dommuseum Ottonianum Magdeburg (DOM) ist ein im November 2018 eröffnetes Museum in Magdeburg, das sich direkt gegenüber vom Magdeburger Dom befindet. Die drei Themenschwerpunkte des besucherorientierten Museums sind Kaiser Otto der Große (912–973) und Königin Editha (910–946), das Erzbistum Magdeburg sowie die archäologischen Forschungen im und am Dom.

## Ausstellung
Im Gegensatz zu anderen Dommuseen wird die Geschichte des Magdeburger Doms nicht chronologisch, sondern anhand von drei Themenblöcken dargestellt. Das „Ottonische Museum“ widmet sich dabei Kaiser Otto dem Großen sowie der Geschichte des Erzbistums bis zum Ausgang des Mittelalters. Zudem werden vor allem Funde präsentiert, die bei den letzten Grabungen auf dem Domplatz und im Dom gefunden wurden.
Highlights der Ausstellung sind der Bleisarg der Königin Editha, mittelmeerische Stoffe aus der Bestattung von Königin Editha, kostbare Beigaben aus den Gräbern der bedeutenden Erzbischöfe Wichmann von Seeburg (1115–1192) und Otto von Hessen (1301–1361), das gemauerte Grab eines Vertrauten Kaiser Ottos des Großen aus dem Jahr 963 sowie antik-römische Bauteile von ottonischen Bauten am Domplatz.
Als ein modernes und besonders besucherorientiertes Museum wird ein hoher Wert auf die Inszenierung der Exponate gelegt, um den Betrachter in den Bann der Geschichte zu ziehen. Filmsequenzen, Hörstationen und interaktive Medienstationen führen die Besucher auf eine Zeitreise, durch die sich die Geschichte des Domes von seinen Anfängen bis in die Jetzt-Zeit miterleben lässt. Das gesamte Museum ist barrierefrei und verfügt neben einem regulären Audioguide seit 2020 zudem über einen speziellen Blindenaudioguide.

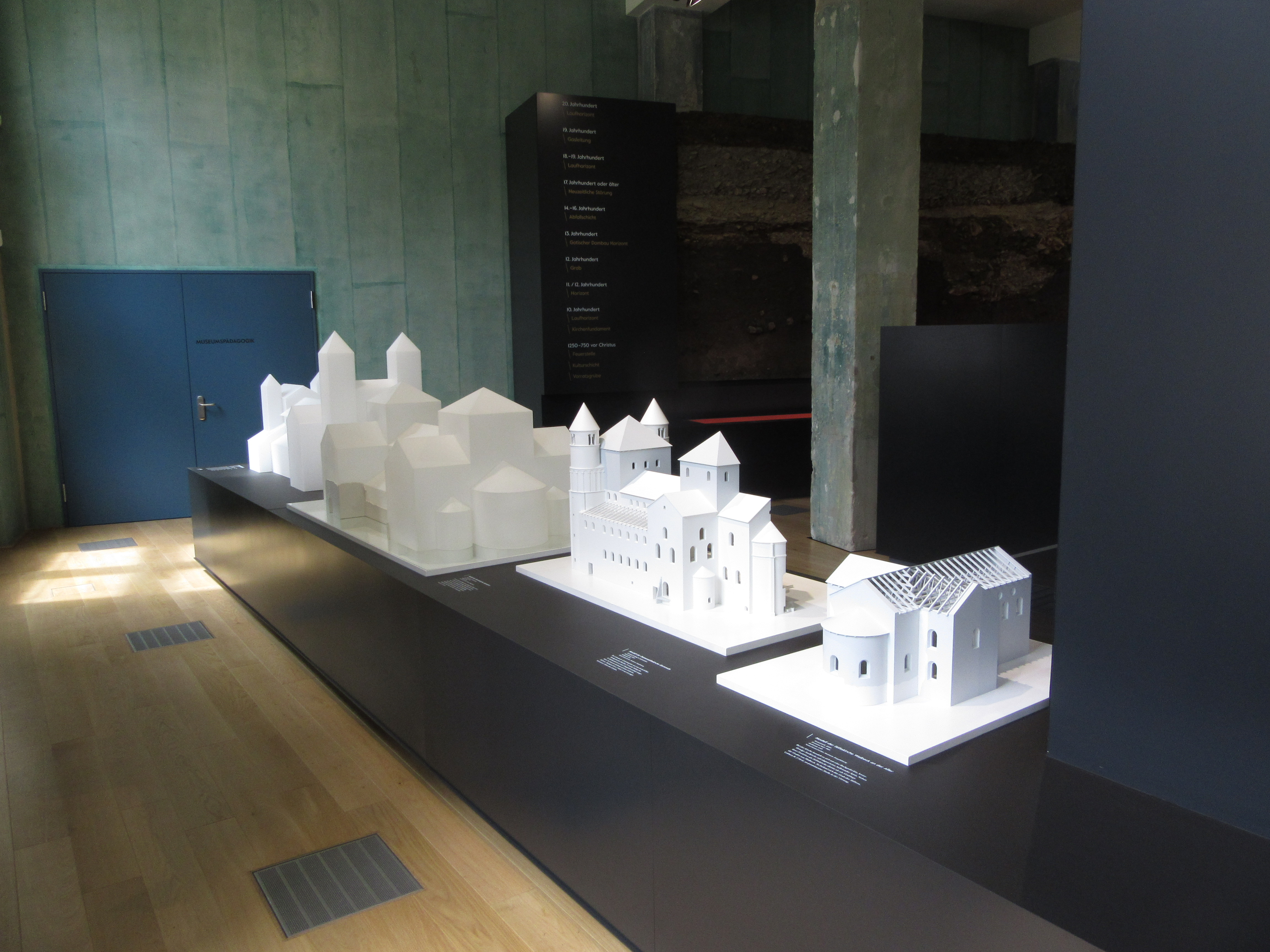
Blick in die Ausstellung (2019)
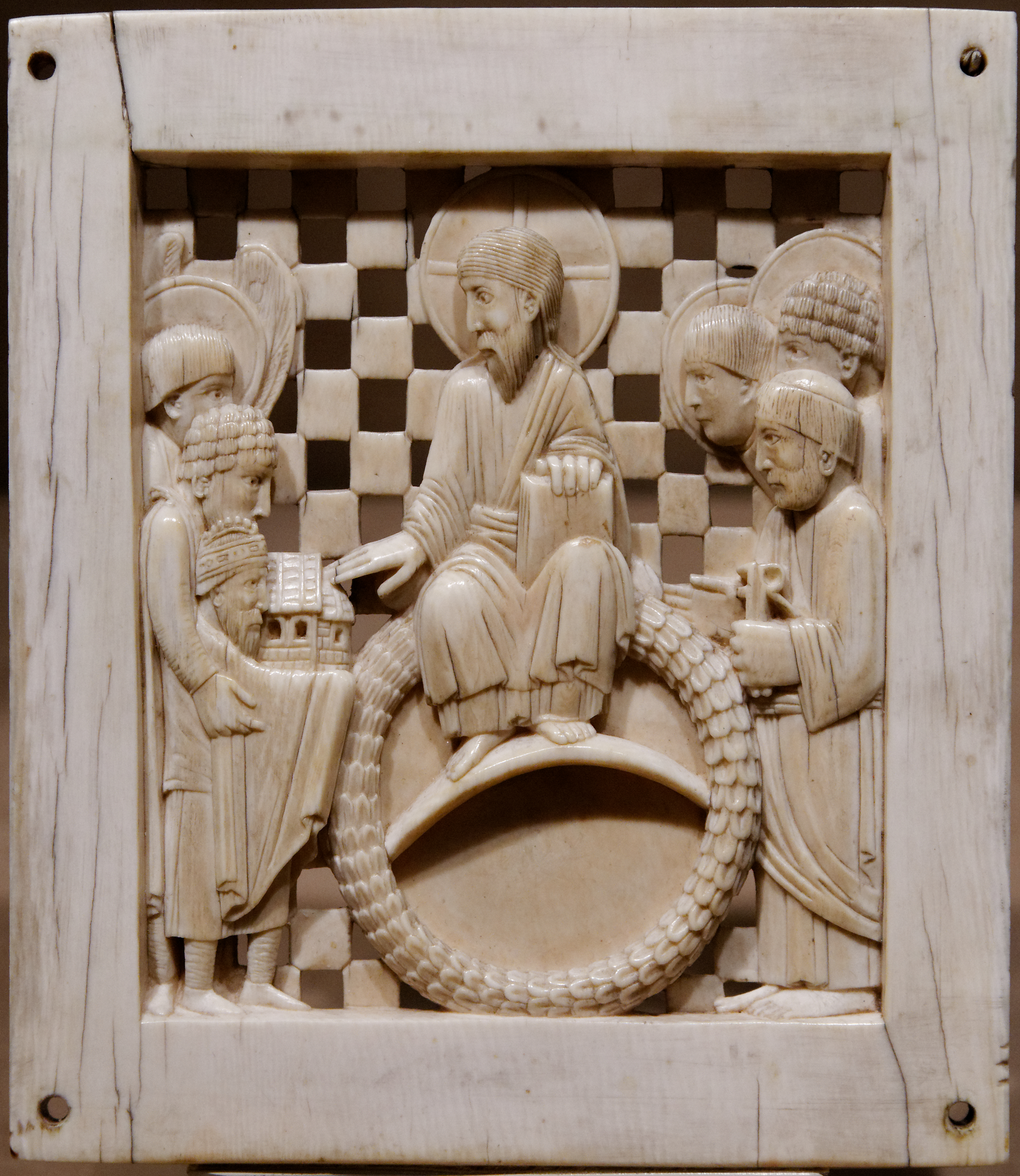
Stiftertafel: Otto der Große mit Heiligem Mauritius vor Jesus
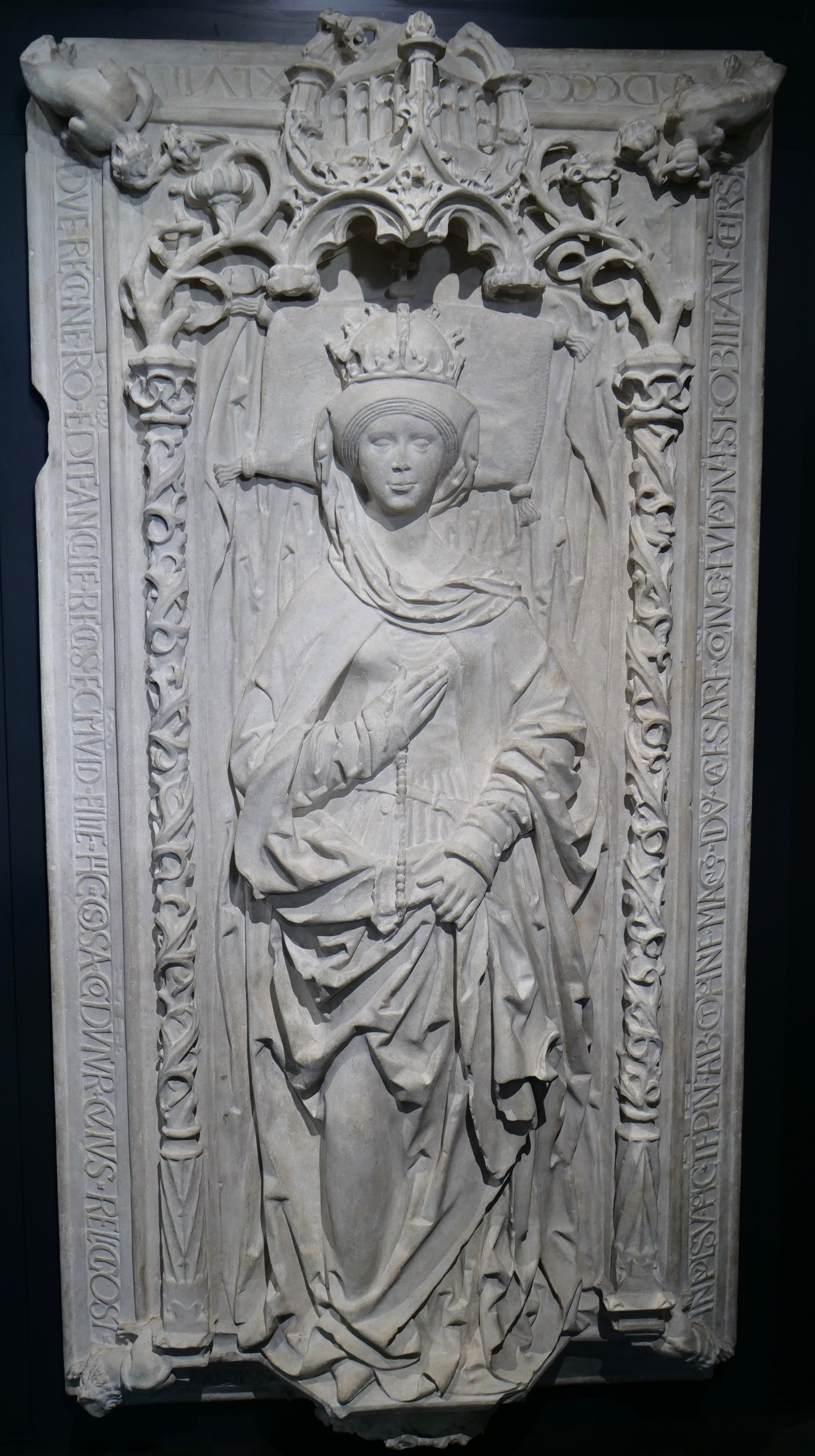
Deckel des Hochgrabs der Königin Edgitha
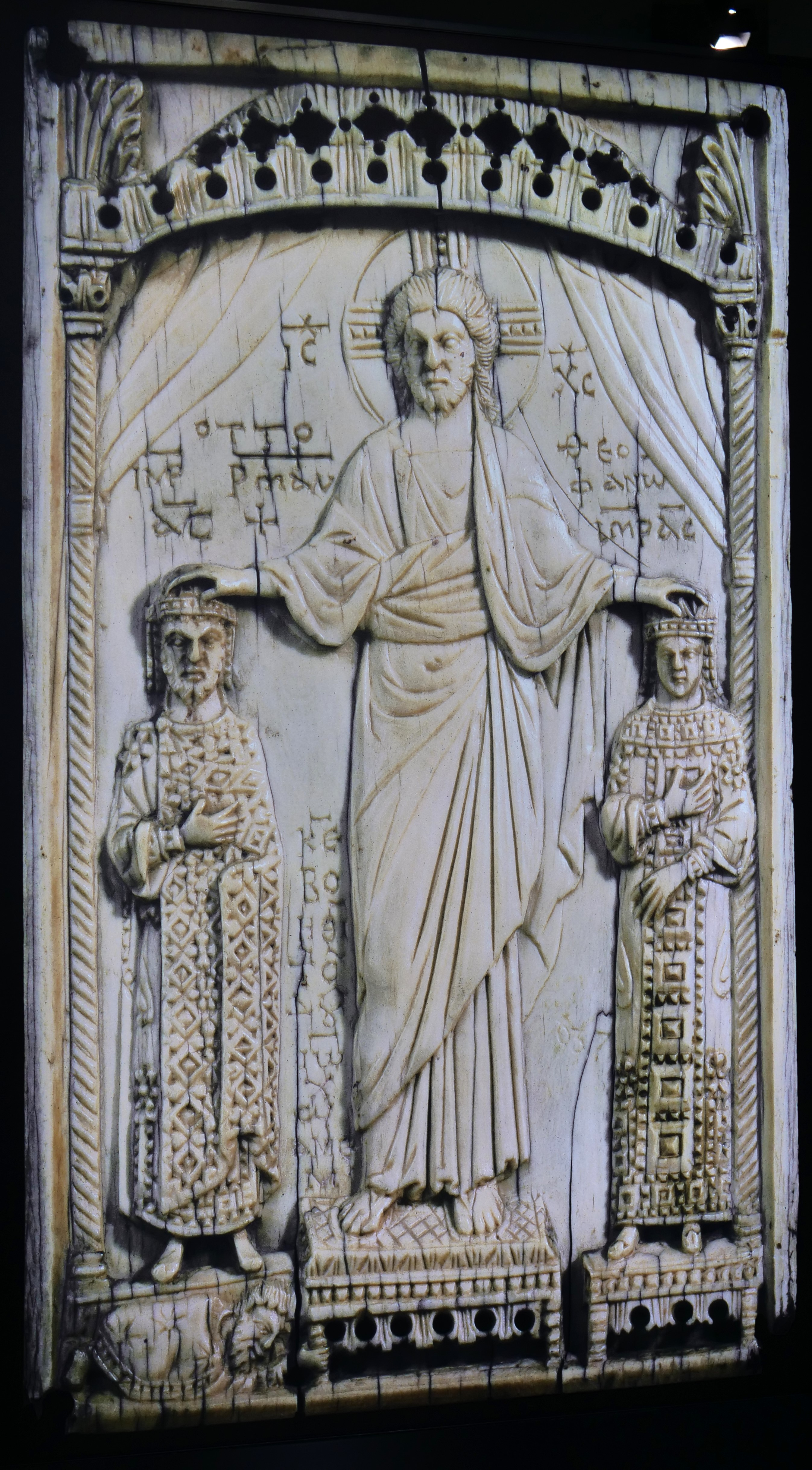
Reliefabbildung mit Otto II. und Theophanu
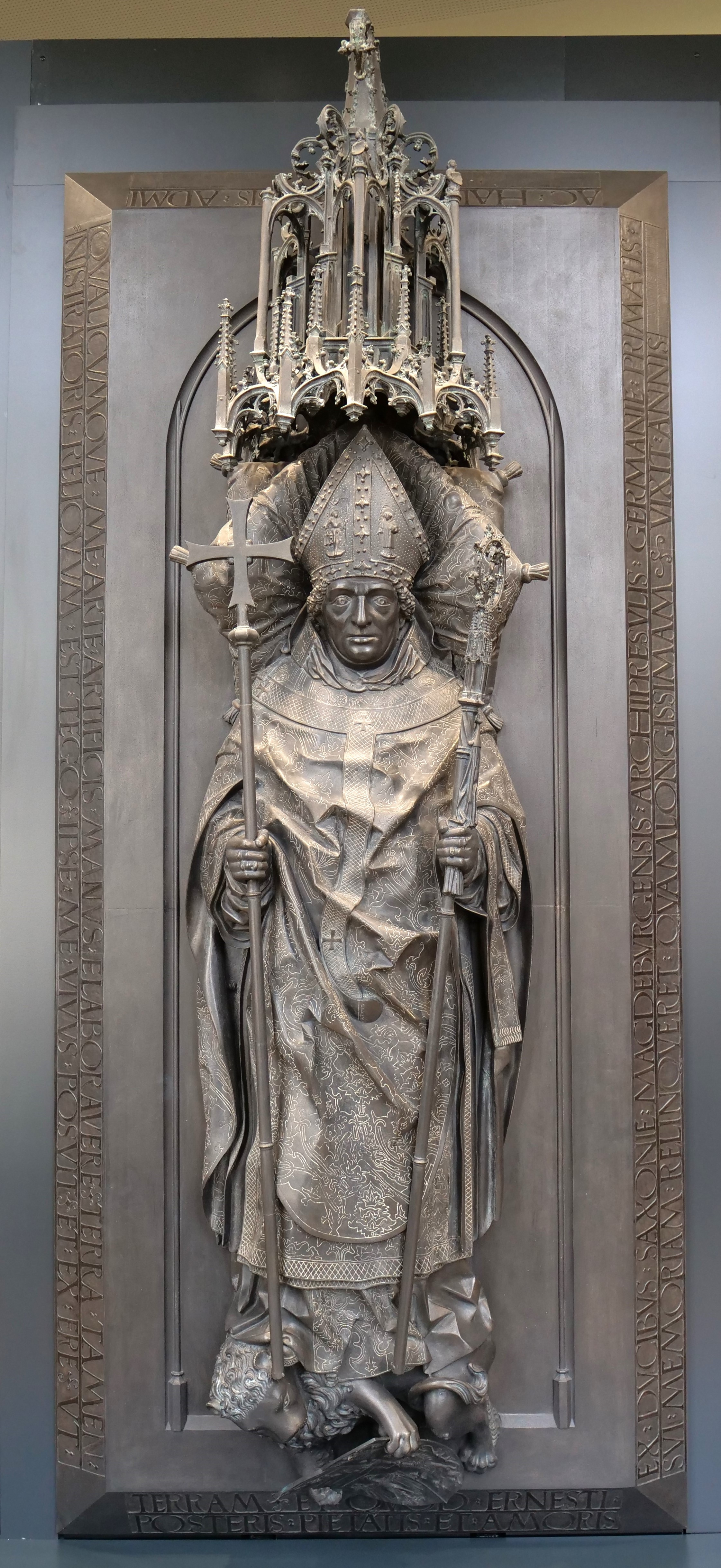
Grabmal Bischof Ernsts von Sachsen
Logo des Museums

## Geschichte des Museums
Während der umfangreichen Domgrabungen in Magdeburg von 2001 bis 2010 entstand die Idee, die Grabungsergebnisse dauerhaft in einem eigenen Museum zu präsentieren. Im Jahr 2010 beschloss der Stadtrat von Magdeburg deshalb die Einrichtung eines Dommuseums. Die Eröffnung fand am 4. November 2018 statt.
Das Museum ist ein Kooperationsprojekt der Landeshauptstadt Magdeburg, der Kulturstiftung Sachsen-Anhalt und dem Landesamt für Denkmalpflege und Archäologie Sachsen-Anhalt. Die Einrichtung des Museums wurde von der Kloster Bergeschen Stiftung gefördert. Die Eröffnung fand am 4. November 2018 statt.

## Gebäude

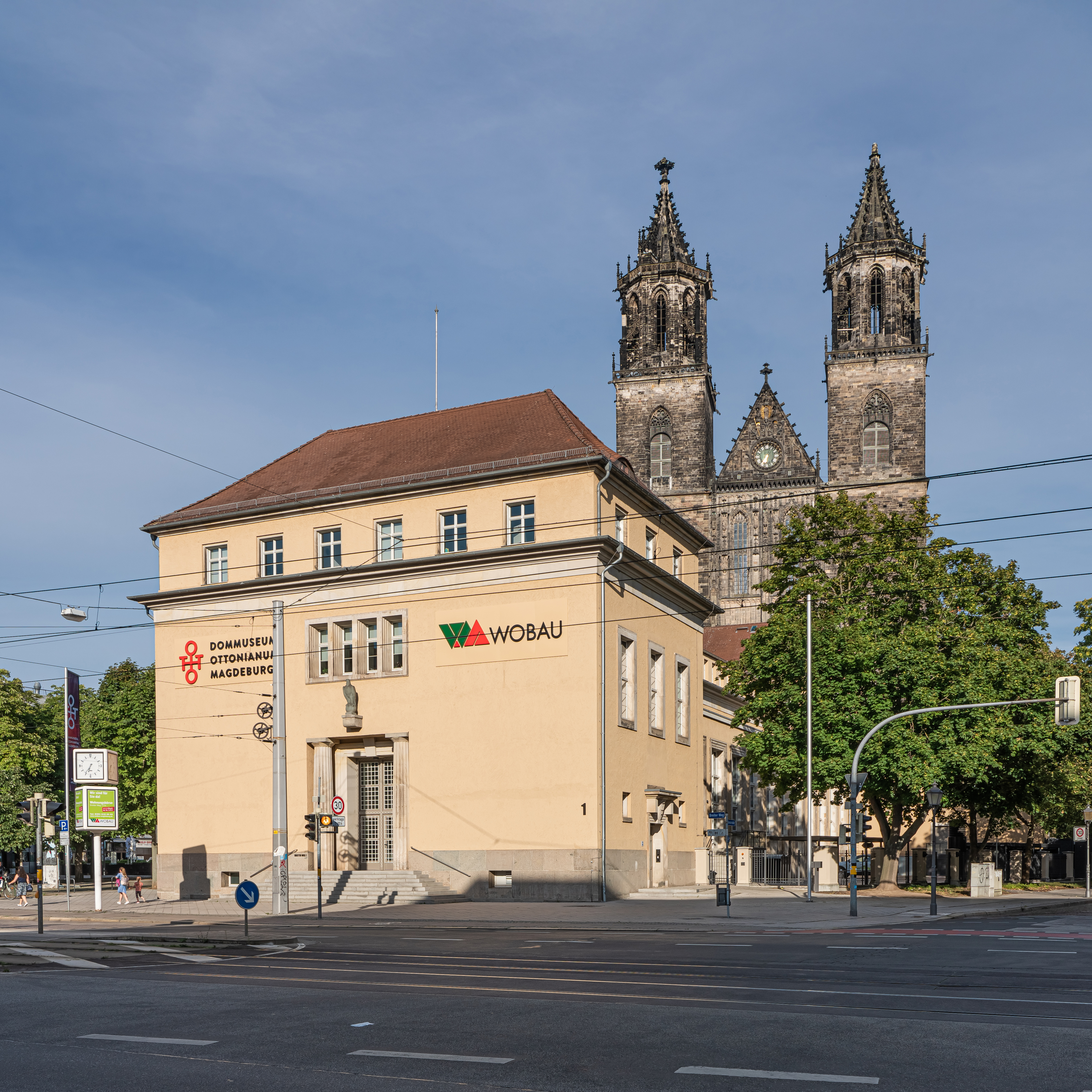
Gebäude der Alten Reichsbank,
Straßenseite des Museums (2022)

Standort des Dommuseums ist das denkmalgeschützte Gebäude der Alten Reichsbank am Breiten Weg gegenüber den Türmen des Doms zu Magdeburg und in direkter Nähe des Kulturhistorischen Museum Magdeburg und des Museums für Naturkunde sowie dem Kunstmuseum Kloster Unser Lieben Frauen. 
Das imposante Gebäude wurde von 1921 bis 1923 für die Reichsbank nach Plänen des Architekten Philipp Nitze im neoklassizistischen Stil erbaut und am 23. April 1923 eröffnet. Es überstand den Zweiten Weltkrieg und insbesondere den Luftangriff auf Magdeburg am 16. Januar 1945 relativ unbeschadet. Später wurde der Bau von der Staatsbank der DDR und bis Mitte der 1990er-Jahre als Niederlassung der Deutschen Bundesbank genutzt. Das Gebäude gehört aktuell der Wohnungsbaugesellschaft Magdeburg, die hier auch ihren Hauptsitz hat. 
Ein Vorgängerbau an diesem Standort war die Domherrenkurie und späteres Preußisches Proviant- und Fourageamt Magdeburg.
Insgesamt verfügt das Museum über eine Ausstellungsfläche von ca. 640 m². Zusätzlich befinden sich innerhalb des Museums auf ca. 300 m² ein Museumscafé, ein Museumsshop sowie Sanitäranlagen und eine Garderobe.